# Cratere Luki
Luki  è un cratere sulla superficie di Marte.